# Белина (Лучењец)
Белина (слч. Belina) насељено је мјесто са административним статусом сеоске општине (слч. obec) у округу Лучењец, у Банскобистричком крају, Словачка Република.

## Становништво
| Година:    | 1994. | 2004.   | 2014.   | 2024.   |
| ---------- | ----- | ------- | ------- | ------- |
| Број људи: | 585   | 618     | 633     | 619     |
| Разлика:   |       | +5,64 % | +2,42 % | -2,21 % |

| Година:    | 2023. | 2024.   |
| ---------- | ----- | ------- |
| Број људи: | 616   | 619     |
| Разлика:   |       | +0,48 % |

Према подацима о броју становника из 2011. године насеље је имало 642 становника.